# Agathidium
Genre
Agathidium est un genre de coléoptères de la famille des Leiodidae.

## Des curiosités de la nomenclature
Agathidium bushi, Agathidium cheneyi, et Agathidium rumsfeldi sont des espèces de coléoptères  qui ont été nommés respectivement d'après 3 hommes politiques américains George W. Bush, Dick Cheney, et Donald Rumsfeld, par deux anciens entomologistes de l'université Cornell, Dr Kelly B. Miller (aujourd'hui[Quand ?] à l'université Brigham Young) et Dr Quentin D. Wheeler (aujourd'hui[Quand ?] au musée d'histoire naturelle de Londres). Selon Miller et Wheeler, la dénomination des coléoptères a été faite pour rendre hommage aux figures politiques.

## Liste d'espèces
- Agathidium arcticum
- Agathidium atrum
- Agathidium badium
- Agathidium bushi
- Agathidium cheneyi
- Agathidium confusum
- Agathidium convexum
- Agathidium discoideum
- Agathidium haemorrhoum
- Agathidium laevigatum
- Agathidium mandibulare
- Agathidium marginatum
- Agathidium nigrinum
- Agathidium nigripenne
- Agathidium pallidum
- Agathidium pisanum
- Agathidium plagiatum
- Agathidium pulchellum
- Agathidium rotundatum
- Agathidium rumsfeldi
- Agathidium seminulum
- Agathidium varians